# Jumpin on a Jet
Jumpin on a Jet è un singolo del rapper statunitense Future, pubblicato il 9 gennaio 2019 come secondo estratto del settimo album in studio The Wizrd.

## Composizione
Su un "inno trap allegro caratterizzato da alcuni flussi imprevedibili del rapper e un campione vocale orecchiabile", Future canta del suo stile di vita fatto di gioielli, lean e, in particolare, di voli su un jet privato.

## Accoglienza
Tom Breihan di Stereogum ha paragonato il brano al precedente singolo di Future Crushed Up, scrivendo: «Se Crushed Up era un Future generico, il nuovo Jumpin on a Jet è qualcosa di più vicino al Future di spicco. È ancora un esempio di come l'uomo operi all'interno della sua zona di comfort - melodie autotune, ritmo trap lunatico, testi vagamente distrutti dall'anima e dal consumo eccessivo. Ma ci mostra un Future con più energia e urgenza del solito, e ha anche degli agganci che funzionano».

## Video musicale
Il video musicale è stato pubblicato su YouTube l'8 gennaio 2019, il giorno prima dell'uscita del singolo. Diretto da Colin Tilley, il video mostra Future che sale una scala verso il cielo e dirotta un aereo con un equipaggio. Successivamente, l'equipaggio procede a gettare il carico e si imbarca in una spedizione verso un altro pianeta, dove Future si esibisce assieme ad un gruppo di ballerine.

## Classifiche

### Classifiche settimanali
| Classifica (2019) | Posizione massima |
| ----------------- | ----------------- |
| Canada            | 84                |
| Stati Uniti       | 57                |